# María Eugenia Guzmán
Pour les articles homonymes, voir Guzmán.
María-Eugenia Guzmán, née le 8 septembre 1945 et morte en 1996, est une joueuse de tennis équatorienne, l'une des rares de son pays à s'être illustrée dans des compétitions internationales.
En 1968, elle a notamment participé aux épreuves de tennis aux Jeux olympiques de 1968 à Mexico, discipline alors en démonstration, où elle a décroché deux médailles de bronze.
Lors de la Coupe de la Fédération en 1972 à Johannesbourg, María-Eugenia Guzman a enfin fait partie de l'équipe équatorienne éliminée par la France au deuxième tour.

## Parcours en Grand Chelem (partiel)

### En simple dames
| Année | Championnat d'Australie Open d'Australie | Championnat d'Australie Open d'Australie | Internationaux de France | Internationaux de France | Wimbledon       | Wimbledon       | US National US Open | US National US Open |
| ----- | ---------------------------------------- | ---------------------------------------- | ------------------------ | ------------------------ | --------------- | --------------- | ------------------- | ------------------- |
| 1964  | -                                        | -                                        | -                        | -                        | -               | -               | 2e tour (1/32)      | Jacqueline Rees     |
| 1966  | -                                        | -                                        | 1er tour (1/64)          | Susan Behlmar            | -               | -               | -                   | -                   |
| 1967  | -                                        | -                                        | 1er tour (1/64)          | Monique Salfati          | -               | -               | 2e tour (1/32)      | Faye Urban          |
| 1969  | -                                        | -                                        | 3e tour (1/8)            | Kerry Melville           | 1er tour (1/64) | Shirley Bloomer | -                   | -                   |
| 1970  | -                                        | -                                        | -                        | -                        | 3e tour (1/16)  | Margaret Smith  | 1er tour (1/32)     | Connie Capozzi      |
| 1971  | -                                        | -                                        | -                        | -                        | 2e tour (1/32)  | D. Bouteleux    | -                   | -                   |
| 1972  | -                                        | -                                        | -                        | -                        | 1er tour (1/64) | E. Birioukova   | 1er tour (1/32)     | Wendy Gilchrist     |

À droite du résultat, l’ultime adversaire.

### En double dames
| Année | Championnat d'Australie Open d'Australie | Championnat d'Australie Open d'Australie | Internationaux de France | Internationaux de France | Wimbledon                   | Wimbledon                  | US National US Open          | US National US Open       |
| ----- | ---------------------------------------- | ---------------------------------------- | ------------------------ | ------------------------ | --------------------------- | -------------------------- | ---------------------------- | ------------------------- |
| 1964  | -                                        | -                                        | -                        | -                        | -                           | -                          | 2e tour (1/16) Ann Owen      | Dorothy Bundy H. McDowell |
| 1966  | -                                        | -                                        | -                        | -                        | -                           | -                          | 2e tour (1/16) Liz Blackford | Carol Hanks M. Eisel      |
| 1967  | -                                        | -                                        | -                        | -                        | -                           | -                          | 3e tour (1/8) P. Montano     | Pat Walkden A. Van Zyl    |
| 1969  | -                                        | -                                        | -                        | -                        | 2e tour (1/16) R. Giscafré  | Esme Emanuel C. Martinez   | -                            | -                         |
| 1971  | -                                        | -                                        | -                        | -                        | 2e tour (1/16) Daphne Botha | Esme Emanuel C. Martinez   | -                            | -                         |
| 1972  | -                                        | -                                        | -                        | -                        | 2e tour (1/16) D. Pattison  | Rosie Casals Virginia Wade | -                            | -                         |

Sous le résultat, la partenaire ; à droite, l’ultime équipe adverse.

### En double mixte
| Année | Championnat d'Australie Open d'Australie | Championnat d'Australie Open d'Australie | Internationaux de France      | Internationaux de France | Wimbledon                    | Wimbledon                  | US National US Open           | US National US Open       |
| ----- | ---------------------------------------- | ---------------------------------------- | ----------------------------- | ------------------------ | ---------------------------- | -------------------------- | ----------------------------- | ------------------------- |
| 1964  | -                                        | -                                        | -                             | -                        | -                            | -                          | 1er tour (1/16) Pancho Guzmán | B. J. Moffitt J. Cromwell |
| 1967  | -                                        | -                                        | 1er tour (1/32) Torben Ulrich | K. Harter Ray Keldie     | -                            | -                          | 1er tour (1/16) Jan Leschly   | S. Defina Steve Tidball   |
| 1969  | -                                        | -                                        | 1er tour (1/32) Daniel Moreau | K. Krantzcke Ray Ruffels | -                            | -                          | -                             | -                         |
| 1970  | n/a                                      | n/a                                      | -                             | -                        | 1er tour (1/64) Bob Giltinan | Virginia Wade Roger Taylor | -                             | -                         |
| 1972  | n/a                                      | n/a                                      | -                             | -                        | -                            | -                          | 1er tour (1/32) Jairo Velasco | D. Pattison A. Pattison   |

Sous le résultat, le partenaire ; à droite, l’ultime équipe adverse.

## Parcours aux Jeux olympiques

### En simple dames
| # | Date       | Nom de l'olympiade                 | Surface      | Résultat      | Ultime adversaire | Score    |          |
| - | ---------- | ---------------------------------- | ------------ | ------------- | ----------------- | -------- | -------- |
| 1 | 14/10/1968 | Jeux olympiques d'été, Guadalajara | Terre (ext.) | 1/4 de finale | Lourdes Gongora   | 6-2, 6-2 | Parcours |
| 2 | 28/10/1968 | Jeux olympiques d'été, Mexico      | Terre (ext.) | Bronze        | Suzana Petersen   | Partage  | Parcours |

### En double dames
| # | Date       | Nom de l'olympiade                | Surface      | Résultat      | Partenaire      | Ultimes adversaires              | Score         |          |
| - | ---------- | --------------------------------- | ------------ | ------------- | --------------- | -------------------------------- | ------------- | -------- |
| 1 | 14/10/1968 | Jeux olympiques d'été Guadalajara | Terre (ext.) | 1/4 de finale | Ana-Maria Ycaza | Lourdes Gongora Patricia Montano | 7-5, 3-6, 6-3 | Parcours |
| 2 | 28/10/1968 | Jeux olympiques d'été Mexico      | Terre (ext.) | Bronze        | Suzana Petersen | Cecilia Rosado Zaiga Yanzone     | Partage       | Parcours |

### En double mixte
| # | Date       | Nom de l'olympiade                | Surface      | Résultat       | Partenaire    | Ultimes adversaires             | Score         |          |
| - | ---------- | --------------------------------- | ------------ | -------------- | ------------- | ------------------------------- | ------------- | -------- |
| 1 | 14/10/1968 | Jeux olympiques d'été Guadalajara | Terre (ext.) | 1er tour (1/8) | Pancho Guzmán | Ingo Buding Edda Buding         | 6-3, 3-6, 8-6 | Parcours |
| 2 | 28/10/1968 | Jeux olympiques d'été Mexico      | Terre (ext.) | 1/4 de finale  | Pancho Guzmán | Vladimir Korotkov Zaiga Yanzone | Forfait       | Parcours |

## Parcours en Coupe de la Fédération
| #                                                           | Date       | Lieu         | Surface    | Gagnante(s)                          | Perdante(s)                   | Score    |          |
|                                                             |            |              |            |                                      |                               |          |          |
| 1972 - 1er tour (groupe mondial) - Iran - Équateur - 0 : 3  |            |              |            |                                      |                               |          |          |
| 1                                                           | 20/03/1972 | Johannesburg | Dur (ext.) | María Eugenia Guzmán                 | Sadigheh Akbari               | 6-4, 6-2 | Parcours |
| 1                                                           | 20/03/1972 | Johannesburg | Dur (ext.) | María Eugenia Guzmán Ana-Maria Ycaza | Parvin Afshar Sadigheh Akbari | 6-0, 6-0 | Parcours |
|                                                             |            |              |            |                                      |                               |          |          |
| 1972 - 2e tour (groupe mondial) - France - Équateur - 2 : 0 |            |              |            |                                      |                               |          |          |
| 2                                                           | 21/03/1972 | Johannesburg | Dur (ext.) | Françoise Dürr                       | María Eugenia Guzmán          | 6-1, 6-3 | Parcours |